# Jean Joseph Émile Létiévant
Jean Joseph Émile Létiévant (Marboz – 29 août 1830, Saint-Rambert-l'Île-Barbe – 7 juin 1884) est un chirurgien français connu pour avoir effectué la première esthésiographie.

## Biographie
Jean Joseph Émile Létiévant étudie la médecine à Lyon, Montpellier et Paris. En 1858, il est diplômé de médecine avec sa thèse intitulée Du traumatisme dans l'accouchement, comparé au traumatisme ordinaire ; suivi de la relation d'une épidémie de métro-péritonites puerpérales qui a régné à la maternité de Lyon en 1858. De 1861 à 1865, il est chef de Clinique Chirurgicale à l'École de médecine de Lyon. 
En 1867, il est nommé chirurgien en chef à l'hôpital Hôtel-Dieu de Lyon. En 1873, il devient également professeur adjoint d'anatomie et de physiologie.
De 1858 à 1880, Létiévant publie un livre et une quarantaine d'articles. L'Académie des Sciences lui décerne la somme de mille francs pour son traité sur les sections nerveuses.
Le traité des sections nerveuses est un ouvrage de 548 pages qui mentionne 226 références en cinq langues : latin, français, anglais, italien et allemand. Létiévant n'avait pas seulement lu Galen et Ambroise Paré, mais également Paul Broca, Charles-Édouard Brown-Séquard, et même Silas Weir Mitchell. 
Deux des thèmes principaux de ce traité sont les suivants : 
1. L'esthésiographie (du grec aisthêsis) un nouveau concept proposé par Létiévant, est une carte de l'anesthésie qui « facilite l'interprétation » des lésions nerveuses cutanées. Létiévant présente neuf illustrations dessinées par lui-même.
2. Le signe des picotements. Létiévant a déjà observé que la pression sur le nerf médian au niveau du site de la lésion ou à un point distal de la lésion, cause des picotements douloureux dans les doigts. En 1915, ce signe est interprété comme un signe de Tinel.

En 1869, Létiévant, lors de plusieurs réunions de la société médicale de Lyon, demande à ses collègues leur opinion sur la possibilité de soigner une transsection d'un nerf radial. Il en soigne une le 4 août.
À l'enterrement de Létiévant, son élève, ami et successeur à l'Hôtel-Dieu en tant que chirurgien en chef, Daniel Mollière, déclare : « Pour dire au revoir à cette grande âme qui vient d'entrer dans l'éternité, laissez-nous écrire sur sa tombe ces deux paroles du Livre de l'apocalypse, qui définissent si bien : FIDELIS ET VERAX". »